# Cal Reixes
Cal Reixes és una masia situada al municipi de Navars, a la comarca catalana del Bages. Es troba a la vora de la confluència de la riera de Taulet amb la riera d'Hortons.